# Gádeira
Gádeira es el nombre griego de Cádiz. Para Antonio García y Bellido, "entre los griegos se la cita como tá Gádeira, o en variante jónico, tá Gédeira, en plural neutro. Heródoto la llama en forma plural también, Gédeiroi". Esto se debe a que Cádiz en la antigüedad se la consideraba como un conjunto de islas, de las cuales la más importante era la propia de Cádiz, conocida por los primeros navegantes griegos como Kotinoússa, y la Isla de León como Eryteia y Aphrodisías, y por los indígenas (según Plinio el Viejo) como Ínsula Iunonis.
- Datos: Q5890310